# Radio Carve
Radio Carve és una emissora de ràdio de Montevideo, que transmet en la freqüència AM 850 kHz, amb la característica CX 16, compta amb una àmplia programació periodística, informativa i rural. És propietat del grup SADREP, qui també és propietari de CX 24 1010 AM.

## Història
Va ser fundada el 12 d'octubre de 1928, pel radioaficionat alemany radicat a Montevideo Karl Kärbe, que en instal·lar-se en sòl uruguaià va castellanitzar el seu nom i cognom pel de Carlos Carve, i amb aquest cognom va donar nom a la seva ràdio.
Va començar amb un petit estudi al carrer Solís Grande 912, al barri Capurro, de Montevideo.
Al poc temps, quatre joves: Roberto Fontaina, Raúl, Juan Enrique De Feo i Jaime Farell, es van acostar a la ràdio amb finalitats de tenir un programa, al qual van denominar El Diario Oral.
Els joves van anar expandint la seva activitat, i en 1931 li van proposar a Carlos Carve la compra de l'emissora, a la qual el propietari va acceptar.
Com a homenatge al fundador de la ràdio, van decidir no canviar-li la denominació, i així segueix fins al dia d'avui.
Durant la Segona Guerra Mundial, cooperava de prop amb l'Oficina del Coordinador d'Afers Interamericans, un organisme de propaganda estatunidenca dirigit per Nelson Rockefeller. Radio Carve va servir com una plataforma per a la disseminació de propaganda dirigida contra el govern militar argentí (1943-46) i després govern peronista.
Sent una de les primeres emissores a instal·lar-se al país va ser pionera en les seves propostes i referent entre les dècades de 1940 i 1990. Entre els seus programes més recordats es troben "Caravana" de Homer Rodríguez Tabeira, "Frade en Carve" de Julio Frade, "Fútbol por Muñoz" de Carlos Muñoz i "El Grande Del Mediodía", informatiu central, informatiu central, a més de ser la primera ràdio a emetre en viu radionovel·les amb fonoplatea. El seu programa "Uruguay... Cuna del candombe" va rebre un dels Premis Ondas 1975.
En l'actualitat la seva programació és integrada per "De buena fuente", "Valor Agregado", "Informativo Carve", "Cierre de Jornada", "Con Buen Gusto" i "Futbol Por Carve".
L'any 2005 va sofrir una severa crisi econòmica que va tenir com a resultat que els empleats llevessin la ràdio de les ones een protesta per conseqüents endarreriments en els pagaments de salaris.
Va ser propietat de la família Fontaina-De Feo fins a l'any 2013 quan va ser adquirida pel Ing. Agrònom Martín Olaverry i l'empresari Milton Duhalde.